# Wojciech Waśniowski
Wojciech Jan Waśniowski (ur. 27 sierpnia 1955 w Krakowie) – polski polityk, poseł na Sejm PRL IX kadencji.

## Życiorys
W 1979 ukończył Akademię Rolniczą w Krakowie; posiada tytuł zawodowy magistra inżyniera ogrodnictwa. Prowadził własne gospodarstwo rolne. Od 1981 działał w Związku Hodowców i Producentów Bydła, gdzie pełnił funkcję prezesa Zarządu Wojewódzkiego i członka prezydium Zarządu Krajowego. Od 1984 był radnym Gminnej Rady Narodowej w Gołczy, był również wiceprzewodniczącym GRN. W 1985 uzyskał mandat posła na Sejm PRL IX kadencji w okręgu Kraków-Śródmieście z ramienia Polskiej Zjednoczonej Partii Robotniczej. Zasiadał w Komisji Rynku Wewnętrznego i Usług.
W latach 1998–2002 był radnym sejmiku województwa małopolskiego. Bez powodzenia ubiegał się o reelekcję, a także o ponownie mandat radnego sejmiku w 2006. W 2007 bezskutecznie kandydował do Sejmu z listy Lewicy i Demokratów. Należał do Sojuszu Lewicy Demokratycznej.
Odznaczony Srebrnym Krzyżem Zasługi i Krzyżem Kawalerskim Orderu Odrodzenia Polski.